# María Clara Alonso
María Clara Alonso, född 2 februari 1990 i Rosario, Argentina, är en argentinsk skådespelerska, sångerska och programledare. Hon är mest känd som Angie, moster till Violetta i den argentinska serien Violetta från Disney Chanel. Hon lägger ner mycket tid på sina sociala kanaler till exempel Instagram. Maria Clara Alonso var partner till Diego Dominguez som hon träffade när serien Violetta spelades in. Clara Maria Alonso har även spelat i Viva High School Musical (2008).  

## Filmografi
- 2019 – Grandfathers
- 2019 – The Lunnis and the Great Fairy Tales Adventure
- 2018 – Il tuttofare
- 2016 – Feather
- 2016 – Tini: The New Life of Violetta
- 2008 – Viva High School Musical

### TV-serier
- 2021 – Entrelazados (TV-serie)
- 2015 – Lontana da me (TV-serie)
- 2012 – Violetta (TV-serie)
- 2011 – Cuando toca la campana (TV-serie)
- 2010 – Highway: Rodando la Aventura  (TV-serie)